# KHD DG 1600 CCM
Die DG 1600 CCM ist eine Diesellokomotiv-Bauart des Herstellers Klöckner-Humboldt-Deutz (KHD). Das sechsachsige Fahrzeug verfügt über zwei lange Vorbauten. Von dieser Baureihe gab es nur vier Stück. Sie gehörten zu einer Typenreihe mit unterschiedlicher Motorisierung und verschiedenen Achsfolgen. Zwei Lokomotiven wurden später durch stärkere Motorisierung in die Reihe KHD DG 2000 CCM umgebaut.

## KFBE Nr. 81 und 82
Zwei Lokomotiven wurden an die Köln-Frechen-Benzelrather Eisenbahn (KFBE) verkauft, wo sie die Nummern 81 und 82 erhielten. Die Lokomotiven versahen hier etwa zehn Jahre Dienst und wurden dann an andere Bahngesellschaften weiterverkauft.

## DE D 20 und D 21
An die Dortmunder Eisenbahn (DE) wurden ebenfalls zwei Lokomotiven fabrikneu geliefert, sie erhielten die Bezeichnung D 20 und D 21. Auch diese Lokomotiven fuhren ungefähr zehn Jahre, danach wurde eine von ihnen an die Kassel-Naumburger Eisenbahn zum weiteren Betrieb weitergegeben. Die andere Lokomotive wurde als Ersatzteilspender an die Westfälische Landes-Eisenbahn abgegeben. Nach einer längeren Abstellzeit wurde sie dort 1979 verschrottet.

## RAG D 02
Offensichtlich als Verstärkung zur RAG D 1 kam 1970 die Lokomotive der KFBE mit der Nummer 81 zur Regentalbahn. Ihr Aufgabengebiet war der Güterverkehr. Nach einer Hauptuntersuchung 1979 war die nächste Untersuchung für 1982 angesetzt. Diese wurde nicht mehr ausgeführt, sondern die Lok wurde an einen Händler in Hattingen verkauft. Nach erfolgter Instandsetzung wurde die Lok an eine Gesellschaft in Liberia verkauft, der weitere Verbleib ist nicht bekannt.

## KN V 166/DG 202 und V 167/DG 201
Je eine Lok von den Erstbesitzern gelangte um 1971 zur Kassel-Naumburger Eisenbahn. Sie erhielten die Nummern V 166 und V 167 und wurden hauptsächlich im Güterverkehr auf der Bahnstrecke Kassel–Naumburg zwischen dem Rangierbahnhof und dem Volkswagenwerk Kassel eingesetzt. Mitte der 1980er Jahre wurden beide Lokomotiven in die Reihe KHD DG 2000 CCM umgebaut und danach als DG 201 bzw. DG 202 bezeichnet. Die Lokomotiven hatten die NVR-Nummern 98 80 0421 002-3 D-HEB bzw. 98 80 0421 001-5 D-HEB. Seitdem DB Cargo den Verkehr von und zum VW-Werk durchführt und die Lokomotiven ihr Hauptaufgabengebiet verloren haben sowie nach einem Drehgestellschaden an DG 202 werden beide Lokomotiven im Jahr 2020 verschrottet.

## Technische Ausstattung
Die Loks gehörten zu einer Typenreihe Drehgestelllokomotiven von KHD, von der verschiedene Privatbahngesellschaften Lokomotiven mit unterschiedlicher Achsfolge bzw. Motorisierung bestellten. Von der äußeren Form waren sie ähnlich und besaßen einen Mittelführerstand mit diagonal angeordneten gegenüberliegenden Fahrständen. Sie hatten abgerundeten Vorbauten.
Sie waren mit einer dieselhydraulischen Antriebsanlage mit einem Zwölfzylinder-Viertakt-Dieselmotor von Deutz und dem Getriebe L 306 r von Voith ausgerüstet. Um Motorleistungen von über 1000 PS anbieten zu können, musste der Hersteller KHD auf eine Doppelmaschinenanlage zugreifen. Dies machte zwei dreiachsige Drehgestelle erforderlich.